# Рослини Херсонської області, занесені до Червоної книги України
Список рослин Херсонської області, занесених до Червоної книги України.

## Статистика
До списку входить 131 видів рослин, з них:
- Судинних рослин — 97;
- Мохоподібних — 1;
- Водоростей — 12;
- Лишайників — 5;
- Грибів — 16.

Серед них за природоохоронним статусом: 
- Вразливих — 72;
- Рідкісних — 25;
- Недостатньо відомих  — 3;
- Неоцінених — 16;
- Зникаючих — 15;
- Зниклих у природі — 0;
- Зниклих — 0.

## Список видів
| № п/п | Українська назва виду                                                                    | Латинська назва виду                                                 | Природоохоронний статус | Група           |
| ----- | ---------------------------------------------------------------------------------------- | -------------------------------------------------------------------- | ----------------------- | --------------- |
| 1     | Альдрованда пухирчаста                                                                   | Aldrovanda vesiculosa L.                                             | Рідкісний               | Судинні рослини |
| 2     | Астрагал Геннінга                                                                        | Astragalus henningii (Steven) Boriss.                                | Рідкісний               | Судинні рослини |
| 3     | Астрагал дніпровський                                                                    | Astragalus borysthenicus Klokov                                      | Рідкісний               | Судинні рослини |
| 4     | Астрагал зігнутий                                                                        | Astragalus reduncus Pall.                                            | Зникаючий               | Судинні рослини |
| 5     | Астрагал одеський                                                                        | Astragalus odessanus Besser                                          | Рідкісний               | Судинні рослини |
| 6     | Астрагал понтійський                                                                     | Astragalus ponticus Pall.                                            | Вразливий               | Судинні рослини |
| 7     | Астрагал шерстистоквітковий                                                              | Astragalus dasyanthus Pall.                                          | Вразливий               | Судинні рослини |
| 8     | Астрагал яйцеплідний                                                                     | Astragalus testiculatus Pall.                                        | Рідкісний               | Судинні рослини |
| 9     | Береза дніпровська                                                                       | Betula borysthenica Klokov                                           | Неоцінений              | Судинні рослини |
| 10    | Білопечериця Мозера                                                                      | Leucoagaricus moseri (Wasser) Wasser                                 | Рідкісний               | Гриби           |
| 11    | Білоцвіт літній                                                                          | Leucojum aestivum L.                                                 | Вразливий               | Судинні рослини |
| 12    | Брандушка різнобарвна (пізньоцвіт різнобарвний)                                          | Bulbocodium versicolor (Ker Gawl.) Spreng.                           | Вразливий               | Судинні рослини |
| 13    | Бурачок Борзи                                                                            | Alyssum borzaeanum Nyör.                                             | Вразливий               | Судинні рослини |
| 14    | Бурачок савранський                                                                      | Alyssum savranicum Andrz.                                            | Зникаючий               | Судинні рослини |
| 15    | Водяний горіх плаваючий                                                                  | Trapa natans L. s.l.                                                 | Неоцінений              | Судинні рослини |
| 16    | Волошка короткоголова                                                                    | Centaurea breviceps Iljin                                            | Вразливий               | Судинні рослини |
| 17    | Волошка Пачоського                                                                       | Centaurea paczoskii Kotov ex Klokov                                  | Зникаючий               | Судинні рослини |
| 18    | Волошка Талієва                                                                          | Centaurea taliewii Kleopow                                           | Вразливий               | Судинні рослини |
| 19    | Галеропсис пустельний                                                                    | Muscari botryoides (L.) Mill.                                        | Зникаючий               | Гриби           |
| 20    | Гельвела монашка                                                                         | Helvella monachella (Scop.) Fr.                                      | Рідкісний               | Гриби           |
| 21    | Гіацинтик Палласів                                                                       | Hyacinthella pallasiana (Steven) Losinsk.                            | Вразливий               | Судинні рослини |
| 22    | Гніздівка звичайна                                                                       | Neottia nidus-avis (L.) Rich.                                        | Неоцінений              | Судинні рослини |
| 23    | Горицвіт весняний                                                                        | Adonis vernalis L.                                                   | Неоцінений              | Судинні рослини |
| 24    | Горицвіт волзький                                                                        | Adonis wolgensis Steven ex DC.                                       | Неоцінений              | Судинні рослини |
| 25    | Грифола листувата                                                                        | Grifola frondosa (Dicks.: Fr.) Gray                                  | Вразливий               | Гриби           |
| 26    | Дрік скіфський                                                                           | Genista scythica Pacz.                                               | Неоцінений              | Судинні рослини |
| 27    | Ентероморфа азовська                                                                     | Enteromorpha maeotica roschk.-Lavr.                                  | Рідкісний               | Водорості       |
| 28    | Залізняк скіфський                                                                       | Phlomis scythica Klokov et Des.-Shost.                               | Неоцінений              | Судинні рослини |
| 29    | Зіновать гранітна, рокитничок гранітний                                                  | Chamaecytisus graniticus (Rehmann) Rothm.                            | Вразливий               | Судинні рослини |
| 30    | Зіркоплідник частуховий                                                                  | Damasonium alisma Mill.                                              | Зникаючий               | Судинні рослини |
| 31    | Зморшок степовий                                                                         | Morchella steppicola Zerova.                                         | Рідкісний               | Гриби           |
| 32    | Зозулинець шоломоносний                                                                  | Orchis militaris L.                                                  | Вразливий               | Судинні рослини |
| 33    | Зозульки м'ясочервоні (пальчатокорінник м'ясочервоний)                                   | Dactylorhiza incarnata (L.) Soy s.l.                                 | Вразливий               | Судинні рослини |
| 34    | Золотобородник цикадовий                                                                 | Chrysopogon gryllus (L.) Trin.                                       | Вразливий               | Судинні рослини |
| 35    | Калітамніон зернистий                                                                    | Callithamnion granulatum (Ducluz.) C. Agardh                         | Вразливий               | Водорості       |
| 36    | Карагана скіфська                                                                        | Caragana scythica (Kom.) Pojark.                                     | Вразливий               | Судинні рослини |
| 37    | Катран морський                                                                          | Crambe maritima L.                                                   | Вразливий               | Судинні рослини |
| 38    | Катран татарський                                                                        | Crambe tataria Sebeyk                                                | Вразливий               | Судинні рослини |
| 39    | Катран шорсткий                                                                          | Crambe aspera М. Bieb.                                               | Вразливий               | Судинні рослини |
| 40    | Кендир венеційський (кендир сарматський, кендир кримський, кендир Русанова)              | Trachomitum venetum (L.) Woodson s.l.                                | Вразливий               | Судинні рослини |
| 41    | Кендир венеційський (кендир сарматський, кендир кримський, кендир Русанова)              | Trachomitum venetum (L.) Woodson s.l.                                | Вразливий               | Судинні рослини |
| 42    | Кермечник злаколистий                                                                    | Goniolimon graminifolium (Aiton) Boiss.                              | Вразливий               | Судинні рослини |
| 43    | Кермечник червонуватий                                                                   | Goniolimon rubellum (S.G.Gmel.) Klokov                               | Вразливий               | Судинні рослини |
| 44    | Ковила азовська                                                                          | Stipa maeotica Klokov et Ossycznjuk                                  | Недостатньо відомий     | Судинні рослини |
| 45    | Ковила відокремлена                                                                      | Stipa disjuncta Klokov                                               | Вразливий               | Судинні рослини |
| 46    | Ковила волосиста                                                                         | Stipa capillata L.                                                   | Неоцінений              | Судинні рослини |
| 47    | Ковила вузьколиста                                                                       | Stipa tirsa Steven                                                   | Вразливий               | Судинні рослини |
| 48    | Ковила дніпровська                                                                       | Stipa borysthenica Klokov ex Prokudin                                | Вразливий               | Судинні рослини |
| 49    | Ковила Лессінга                                                                          | Stipa lessingiana Trin. et Rupr.                                     | Неоцінений              | Судинні рослини |
| 50    | Ковила найкрасивіша                                                                      | Stipa pulcherrima K. Koch                                            | Вразливий               | Судинні рослини |
| 51    | Ковила пірчаста                                                                          | Stipa pennata L.                                                     | Вразливий               | Судинні рослини |
| 52    | Ковила українська                                                                        | Stipa ucrainica P. Smirn.                                            | Неоцінений              | Судинні рослини |
| 53    | Ковила шорстка                                                                           | Stipa asperella Klokov et Ossycznjuk                                 | Недостатньо відомий     | Судинні рослини |
| 54    | Комишник двороздільний (комишник двозонтиковий)                                          | Fimbristylis bisumbellata (Forssk.) Bubani                           | Зникаючий               | Судинні рослини |
| 55    | Коручка болотна                                                                          | Epipactis palustris (L.) Crantz                                      | Вразливий               | Судинні рослини |
| 56    | Ксантопармелія грубозморшкувата, неофусцелія грубозморшкувата, пармелія грубозморшкувата | Xanthoparmelia ryssolea (Ach.) O. Blanco et al.                      | Вразливий               | Лишайники       |
| 57    | Ксантопармелія загорнута, ксантопармелія камчадальська, пармелія блукаюча                | Xanthoparmelia convoluta (Krempelh.) Hale                            | Вразливий               | Лишайники       |
| 58    | Куга гострокінцева                                                                       | Schoenoplectus mucronatus (L.) Palla                                 | Вразливий               | Судинні рослини |
| 59    | Лампротамніум пухирчастий                                                                | Lamprothamnium papullosum (Wallroth) J.Groves                        | Вразливий               | Водорості       |
| 60    | Ласкавець тонкий                                                                         | Bupleurum tenuissimum L.                                             | Вразливий               | Судинні рослини |
| 61    | Лещиця скупчена                                                                          | Gypsophila glomerata Pall. ex Adam                                   | Вразливий               | Судинні рослини |
| 62    | Люцерна приморська                                                                       | Medicago marina L.                                                   | Вразливий               | Судинні рослини |
| 63    | Меч-трава болотна                                                                        | Cladium mariscus (L.) Pohl s.l.                                      | Вразливий               | Судинні рослини |
| 64    | Міріостома шийкова (міріостома дірчаста, міріостома стрижневидна)                        | Myriostoma coliforme (With.: Pers.) Corda                            | Рідкісний               | Гриби           |
| 65    | Морківниця прибережна (зореморквиця прибережна)                                          | Astrodaucus littoralis (M.Bieb.) Drude                               | Вразливий               | Судинні рослини |
| 66    | Мутин собачий                                                                            | Mutinus caninus (Huds.) Fr.                                          | Рідкісний               | Гриби           |
| 67    | Неотінея обпалена (зозулинець обпалений)                                                 | Neotinea ustulata (L.) R.M. Bateman, Pridgeon et M.W. Chase          | Зникаючий               | Судинні рослини |
| 68    | Нітела струнка                                                                           | Nitella gracilis (J.E. Sm.) C.Agardh                                 | Вразливий               | Водорості       |
| 69    | Нітелопсіс притуплений                                                                   | Nitellopsis obtusa (Desv. inLoisel) J. Groves                        | Рідкісний               | Водорості       |
| 70    | Осока блискуча                                                                           | Carex liparocarpos Gaud.                                             | Зникаючий               | Судинні рослини |
| 71    | Оставник одеський (гімноспермій одеський)                                                | Gymnospermium odessanum (DC.) Takht.                                 | Вразливий               | Судинні рослини |
| 72    | Палімбія солончакова                                                                     | Palimbia salsa (L. f.) Besser                                        | Вразливий               | Судинні рослини |
| 73    | Палімбія тургайська                                                                      | Palimbia turgaica Lipsky ex Woronow                                  | Зникаючий               | Судинні рослини |
| 74    | Печериця Романьєзі                                                                       | Petalonia zosterifolia (Reinke) Kuntze                               | Зникаючий               | Гриби           |
| 75    | Печериця таблитчаста                                                                     | Agaricus tabularis Peck                                              | Зникаючий               | Гриби           |
| 76    | Пирій ковилолистий                                                                       | Elytrigia stipifolia (Czern. ex Nevski) Nevski                       | Неоцінений              | Судинні рослини |
| 77    | Півонія тонколиста                                                                       | Paeonia tenuifolia L.                                                | Вразливий               | Судинні рослини |
| 78    | Пізньоцвіт анкарський                                                                    | Colchicum ancyrense B.L.Burtt                                        | Вразливий               | Судинні рослини |
| 79    | Пізоліт безкореневий                                                                     | Pisolithus arrhizus (Scop.: Pers.) S. Rauschert                      | Рідкісний               | Гриби           |
| 80    | Пілайєла прибережна                                                                      | Pylaiella littoralis (L.) Kjellm.                                    | Рідкісний               | Водорості       |
| 81    | Плавун щитолистий                                                                        | Nymphoides peltata (S.G.Gmel.) Kuntze                                | Вразливий               | Судинні рослини |
| 82    | Плакун чебрецелистий                                                                     | Lythrum thymifolia L.                                                | Вразливий               | Судинні рослини |
| 83    | Плаунець заплавний (лікоподієлла заплавна)                                               | Lycopodiella inundata (L.) Holub                                     | Рідкісний               | Судинні рослини |
| 84    | Плодоріжка блощична (зозулинець блощичний)                                               | Anacamptis coriophora (L.) R.M. Bateman, Pridgeon et M.W. Chase s.l. | Вразливий               | Судинні рослини |
| 85    | Плодоріжка болотна (зозулинець болотний)                                                 | Anacamptis palustris (Jacq.) R.M. Bateman, Pridgeon et M.W. Chase    | Вразливий               | Судинні рослини |
| 86    | Плодоріжка запашна (зозулинець запашний, анакампт запашний)                              | Anacamptis fragrans (Pollini) R.M.Bateman                            | Вразливий               | Судинні рослини |
| 87    | Плодоріжка рідкоквіткова (зозулинець рідкоквітковий)                                     | Anacamptis laxiflora (Lam.) R.M. Bateman, Pridgeon et M.W. Chase     | Вразливий               | Судинні рослини |
| 88    | Плодоріжка розмальована (зозулинець розмальований)                                       | Anacamptis picta (Loisel.) R.M. Bateman                              | Вразливий               | Судинні рослини |
| 89    | Плодоріжка салепова (зозулинець салеповий)                                               | Anacamptis morio (L.) R.M. Bateman, Pridgeon et M.W. Chase           | Вразливий               | Судинні рослини |
| 90    | Повстянка дніпровська (цимбохазма дніпровська)                                           | Cymbochasma borysthenica (Pall. ex Schlecht.) Klokov et Zoz          | Рідкісний               | Судинні рослини |
| 91    | Пташник крихітний (орнітопус крихітний)                                                  | Ornithopus perpusillus L.                                            | Вразливий               | Судинні рослини |
| 92    | Птеригоневр Козлова                                                                      | Pterygoneurum kozlovii Laz.                                          | Рідкісний               | Мохоподібні     |
| 93    | Пустельниця головчаста                                                                   | Eremogone cephalotes (M.Bieb.) Fenzl                                 | Рідкісний               | Судинні рослини |
| 94    | Руслиця угорська                                                                         | Elatine hungarica Moesz                                              | Вразливий               | Судинні рослини |
| 95    | Рябчик малий                                                                             | Fritillaria meleagroides Patrinex Schult. et Schult.f.               | Вразливий               | Судинні рослини |
| 96    | Рябчик руський                                                                           | Fritillaria ruthenica Wikstr.                                        | Вразливий               | Судинні рослини |
| 97    | Рядовка опенькоподібна                                                                   | Tricholoma focale (Fr.) Ricken                                       | Вразливий               | Гриби           |
| 98    | Рястка Буше                                                                              | Ornithogalum boucheanum (Kunth) Asch.                                | Неоцінений              | Судинні рослини |
| 99    | Сальвінія плаваюча                                                                       | Salvinia natans (L.) All.                                            | Неоцінений              | Судинні рослини |
| 100   | Свинуха Зерової                                                                          | Paxillus zerovae Wasser                                              | Зникаючий               | Гриби           |
| 101   | Сейрофора ямчаста, ксантоанаптіхія ямчаста, телосхістес ямчастий                         | Seirophora lacunosa (Rupr.) Froden                                   | Вразливий               | Лишайники       |
| 102   | Ситник круглоплодий                                                                      | Juncus sphaerocarpus Nees                                            | Зникаючий               | Судинні рослини |
| 103   | Ситняг гостролусковий                                                                    | Eleocharis oxylepis (Meinsh.) B. Fedtsch.                            | Зникаючий               | Судинні рослини |
| 104   | Сквамарина сочевиценосна                                                                 | Squamarina lentigera (G. H. Weber) Poelt                             | Вразливий               | Лишайники       |
| 105   | Склеродерма зірчаста                                                                     | Scleroderma geaster Fr.                                              | Недостатньо відомий     | Гриби           |
| 106   | Солодка гола                                                                             | Glycyrrhiza glabra L.                                                | Неоцінений              | Судинні рослини |
| 107   | Сон лучний (сон чорніючий, сон богемський)                                               | Pulsatilla pratensis (L.) Mill. s.l.                                 | Неоцінений              | Судинні рослини |
| 108   | Стилофора ніжна                                                                          | Stilophora tenella (Esper) P.C.Silva                                 | Вразливий               | Водорості       |
| 109   | Стілонема альсіді                                                                        | Stylonema alsidii (Zanardini) K.M. Drew                              | Рідкісний               | Водорості       |
| 110   | Сугайник угорський                                                                       | Doronicum hungaricum Rchb.f.                                         | Рідкісний               | Судинні рослини |
| 111   | Тамарикс стрункий                                                                        | Tamarix gracilis Willd.                                              | Вразливий               | Судинні рослини |
| 112   | Трутовик зонтичний                                                                       | Polyporus umbellatus (Pers.) Fr.                                     | Рідкісний               | Гриби           |
| 113   | Трутовик коренелюбний                                                                    | Polyporus rhizophilus (Pat.) Sacc.                                   | Рідкісний               | Гриби           |
| 114   | Тюльпан бузький                                                                          | Tulipa hypanica Klokov et Zoz                                        | Вразливий               | Судинні рослини |
| 115   | Тюльпан змієлистий                                                                       | Tulipa ophiophylla Klokovet Zoz                                      | Вразливий               | Судинні рослини |
| 116   | Тюльпан скіфський                                                                        | Tulipa scythica Klokov et Zoz                                        | Зникаючий               | Судинні рослини |
| 117   | Тюльпан Шренка                                                                           | Tulipa schrenkii Regel                                               | Вразливий               | Судинні рослини |
| 118   | Флокулярія Рікена                                                                        | Floccularia rickenii (Bohus) Wasser                                  | Вразливий               | Гриби           |
| 119   | Франкенія припорошена                                                                    | Frankenia pulverulenta L.                                            | Вразливий               | Судинні рослини |
| 120   | Хара Брауна                                                                              | Chara braunii C.C. Gmellin                                           | Вразливий               | Водорості       |
| 121   | Хара сивіюча                                                                             | Chara canescens Desv. et Loisel in Loisel                            | Рідкісний               | Водорості       |
| 122   | Хетоморфа Зернова                                                                        | Chaetomorpha zernovii Woronich.                                      | Вразливий               | Водорості       |
| 123   | Холодок Палласа (холодок коротколистий)                                                  | Asparagus pallasii Miscz.                                            | Вразливий               | Судинні рослини |
| 124   | Хрінниця сиваська                                                                        | Lepidium syvaschicum Kleopow                                         | Вразливий               | Судинні рослини |
| 125   | Хроодактилон розгалужений                                                                | Chroodactylon ramosum (Thwait.) Hansg.                               | Рідкісний               | Водорості       |
| 126   | Цетрарія степова, целокаулон степовий, корнікулярія степова                              | Cetraria steppae (Savicz) Kärnef.                                    | Вразливий               | Лишайники       |
| 127   | Цибуля круглонога                                                                        | Allium sphaeropodum Klokov                                           | Вразливий               | Судинні рослини |
| 128   | Цибуля Регеля                                                                            | Allium regelianum A. Beckerex Iljin                                  | Рідкісний               | Судинні рослини |
| 129   | Цибуля савранська                                                                        | Allium savranicum Besser                                             | Вразливий               | Судинні рослини |
| 130   | Цибуля скіфська                                                                          | Allium scythicum Zoz                                                 | Вразливий               | Судинні рослини |
| 131   | Шафран сітчастий                                                                         | Crocus reticulatus Steven ex Adams                                   | Неоцінений              | Судинні рослини |